# Drongo de Nova Irlanda
El drongo de Nova Irlanda (Dicrurus megarhynchus) és un ocell de la família dels dicrúrids (Dicruridae).

## Hàbitat i distribució
Habita els boscos de l'illa de Nova Irlanda, a l'est de l'Arxipèlag de Bismarck.